# 742

## Родени
- 2 април – Карл I Велики, Император на франките